# Gleb Pisarevskij
Gleb Olegovič Pisarevskij (in russo Глеб Олегович Писаревский?; Arcangelo, 28 giugno 1976) è un ex sollevatore russo che ha gareggiato nella categoria dei pesi massimi (fino a 105 kg).

## Carriera
Ha partecipato alle Olimpiadi di Atene 2004 terminando la competizione al 4º posto finale con 415 kg nel totale, tuttavia il 2º classificato di quella gara, l'ungherese Ferenc Gyurkovics, è risultato positivo al controllo antidoping e, pertanto, squalificato, con avanzamento alla medaglia di bronzo di Gleb Pisarevskij, dietro al connazionale Dmitrij Berestov (425 kg) ed all'ucraino Ihor Razor'onov (420 kg).
Nel 2007 Pisarevskij ha vinto la medaglia d'argento ai Campionati europei di Strasburgo con 407 kg nel totale, preceduto dallo slovacco Martin Tešovič (411 kg).
Ai Campionati mondiali di sollevamento pesi Pisarevskij vanta come miglior risultato un 4º posto nell'edizione di Vancouver 2003.